# Willa „Nad Zdrojami” w Szczawnicy
Willa „Nad Zdrojami”, „Dom nad Zdrojami” – zabytkowa willa, znajdująca się przy placu Dietla 9 w Szczawnicy. 
Obecnie na parterze znajduje się pijalnia wód mineralnych (z 6 źródeł, w tym z „Józefiny”), a na piętrze – galeria, w której urządzane są sezonowe wystawy..

## Historia
Pierwsze informacje o leczniczych własnościach szczawnickich źródeł pochodzą z początku XIX wieku. W 1810 roku dokonano pierwszej wstępnej analizy wody szczawnickiej. Źródło później nazwane „Józefiną” było dzierżawione od rządu austriackiego przez szczawnickiego górala Józefa Zachwieję (zwanego Józiopankiem), który sprzedawał niewielkie ilości butelkowanej wody. Józiopanek sprzedał źródło w 1820 roku Janowi Kutscherze, który zbudował nad źródłem skromny pawilon, a obok dwa domy dla kuracjuszy. W centrum pawilonu była studnia, a wokół ławeczki. W 1822 roku, po osunięciu się ziemi, okazało się, że istnieją dwa źródła. Józefina i Stefan Szalayowie (rodzice Józefa Szalaya), kupiwszy w 1828 roku od Kutschery zdroje i zabudowania, nadali źródłom swoje imiona.
Szalayowie zastąpili istniejący pawilon wybudowaną w latach 1839–1840 altaną na ośmiu kolumnach z półkolistymi arkadami. Altana przetrwała do lat 60. XIX wieku, kiedy Józef Szalay zastąpił ją dwupiętrowym budynkiem. Willę wybudowano – według planu Józefa Szalaya – w 1863 roku. Piętro domu ozdobione było misterną snycerką. W latach 70. XIX wieku w pijalni zainstalowano pierwszą pompę z trzema wylotami, przez które wylewała się woda. W 1897 roku elewację wzbogacono malowidłami św. Kingi i św. Barbary (patronki m.in. górników i zdrojów).
W latach 1931–1934 Adam Stadnicki przeprowadził gruntowną modernizację pijalni. Źródło „Józefina” było nieczynne od lat 70. XX wieku. Od 1984 roku cała pijalnia była nieczynna, a wodę wydawano w sąsiednim budynku kawiarni „Haneczka”. Po pożarze w 2002 roku budynek rozebrano w 2006 roku i w 2008 roku odbudowany w historycznej formie oddano do użytku. 

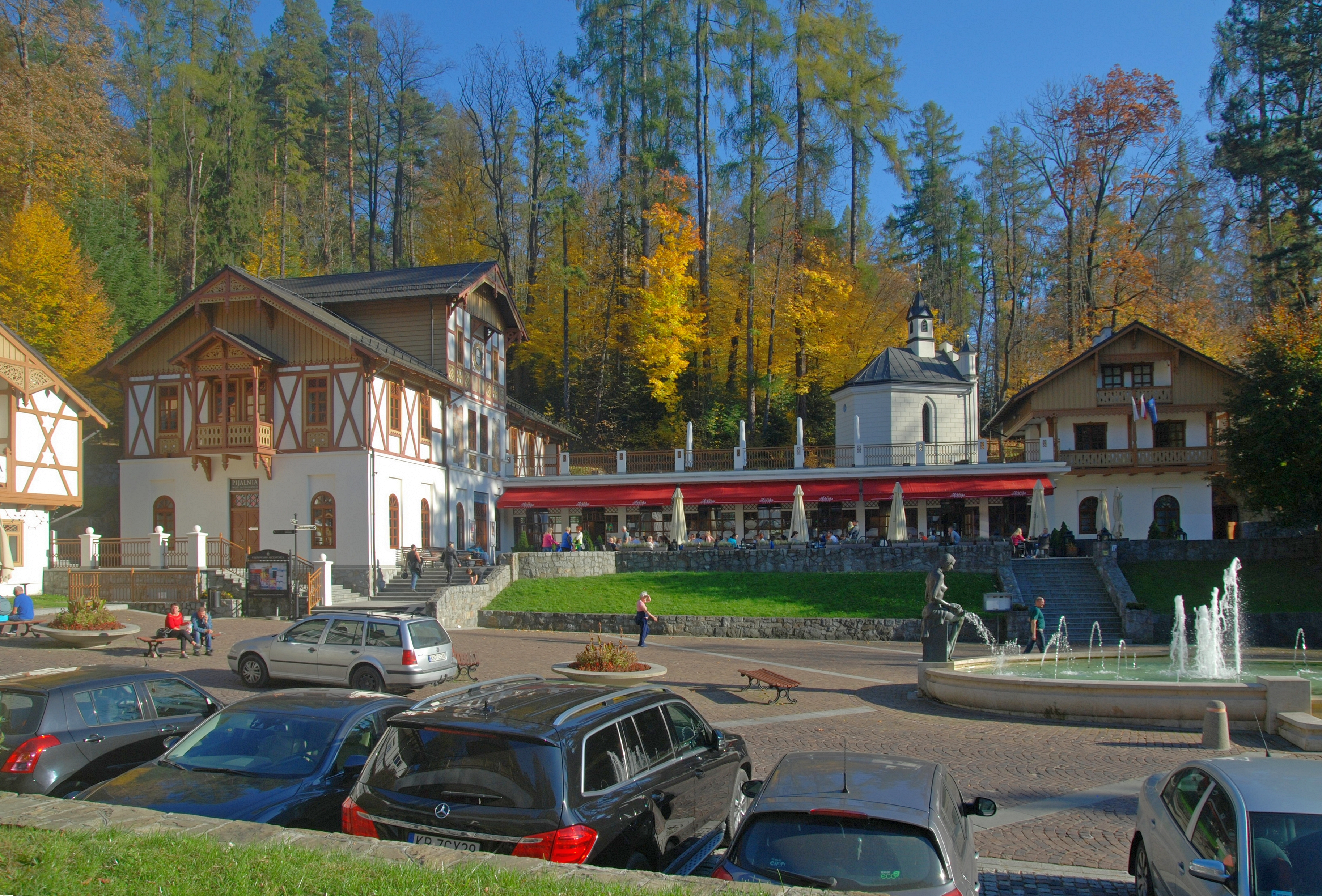
Widok ogólny
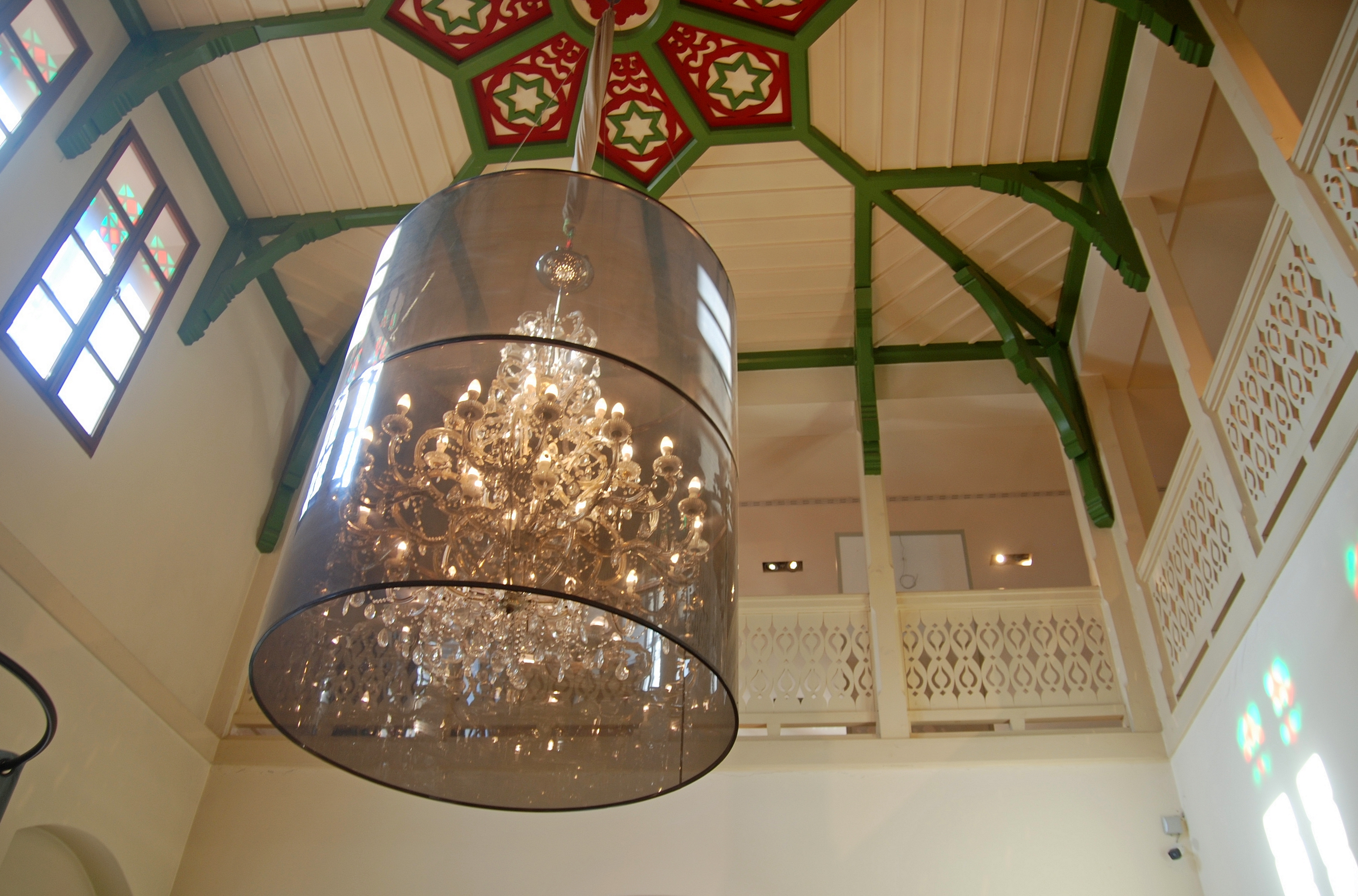
Wnętrze pijalni
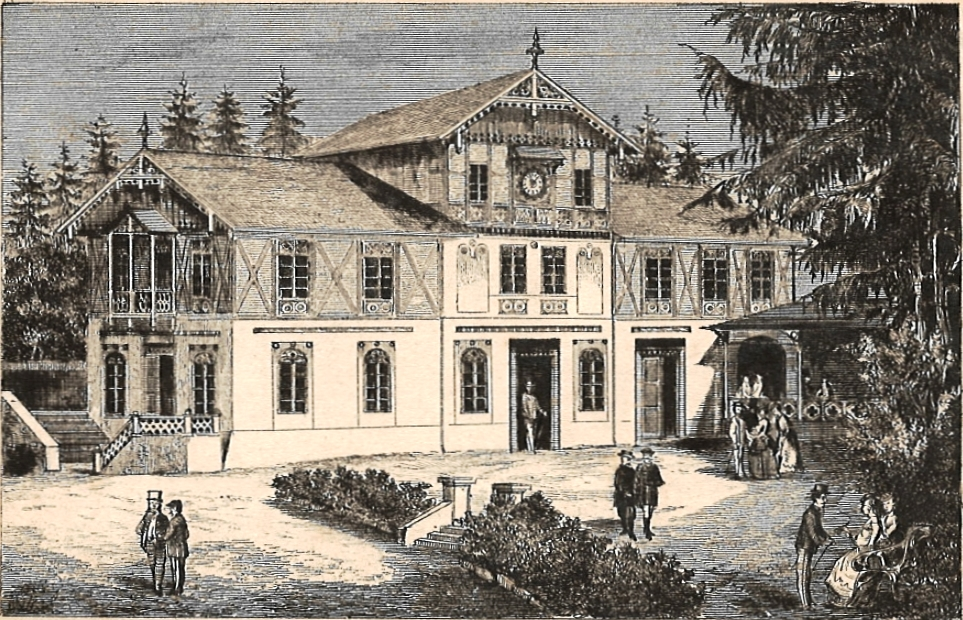
Litografia przedstawiająca Dom nad zdrojami Józefiny i Stefana (Przewodnik po Szczawnicy, 1869)

W budynku w ciągu jego historii była przede wszystkim pijalnia wód, w której wodę zdrojową podawały podawajki. Przez pewien czas swą siedzibę miała tu również Komisja Zdrojowa po przeniesieniu się z willi „Pałac”. 

## Galeria
Kawiarnia Café Helenka znajduje się na miejscu dawnej Galerii Spacerowej, którą przechadzali się niegdyś kuracjusze pijący wodę. Galeria wzniesiona została w latach 1857–1858, wzdłuż wschodniej pierzei placu, między altaną Szalayów (później „Domem nad Zdrojami”) a willą „Szwajcarka Górna”. Około 1960 roku galerię zabudowano i otwarto w niej kawiarnię „Haneczka”. W 1984, kiedy przylegająca do kawiarni pijalnia została zamknięta, wody mineralne zaczęto wydawać właśnie w „Haneczce”. W 2002 roku w budynku wybuchł pożar. Po decyzji Ministra Zdrowia z 2005 roku o zwrocie Rodzinie Mańkowskich, spadkobiercom Adama hr. Stadnickiego, dóbr i ziem w uzdrowisku zapadła decyzja o odbudowie budynku. W 2006 roku budynek został rozebrany i rozpoczął się proces jego odbudowy z zachowaniem oryginalnego stylu i charakteru. Ostatecznie, w 2008 roku odbudowę zakończono i otwarto kawiarnię Café Helenka.